# Герашаська
Гереша́вське озеро (інші назви — Гераша́ська, Догя́ска, Ораті) — високогірне озеро в Українських Карпатах, у межах Рахівського району Закарпатської області. Гідрологічна пам'ятка природи місцевого значення (згідно з рішенням Закарпатського облвиконкому від 23.10.1984 року, № 253), з площею 1,35 га, де воно фігурує як «Озеро Герешавське». Відповідальною за охорону об'єкта є Косівсько-Полянська сільська рада.
Озеро лежить на дні льодовикового кару, при північно-східному схилі гори Догяска (1761 м), що у масиві Свидовець, на висоті 1577 м над р. м.
Довжина озера — 125 м, ширина — 110 м, площа — 1,2 га, глибина — до 1,2 м. Улоговина має форму неправильного прямокутника, обмежена широким моренним валом. Північні береги заросли осокою. Живиться переважно сніговими водами. Температура води влітку низька (у червні +10 °C, +11 °C). Водоростей мало, з фауни найпоширеніші мікроскопічні ракоподібні.
В озері бере початок річка Косівська.
Найближчі населені пункти: село Чорна Тиса, село Косівська Поляна.

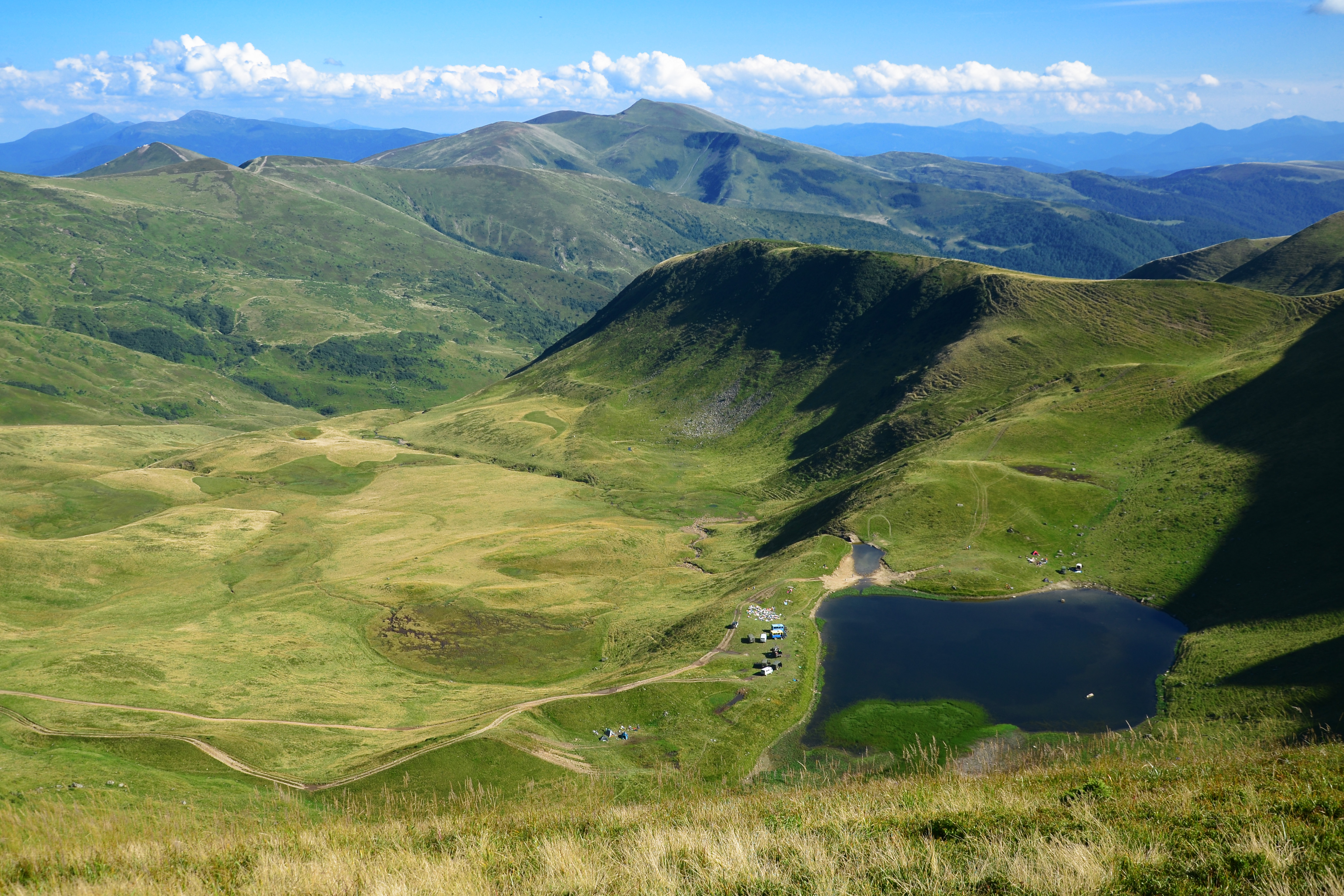
Вигляд на озеро з півночі
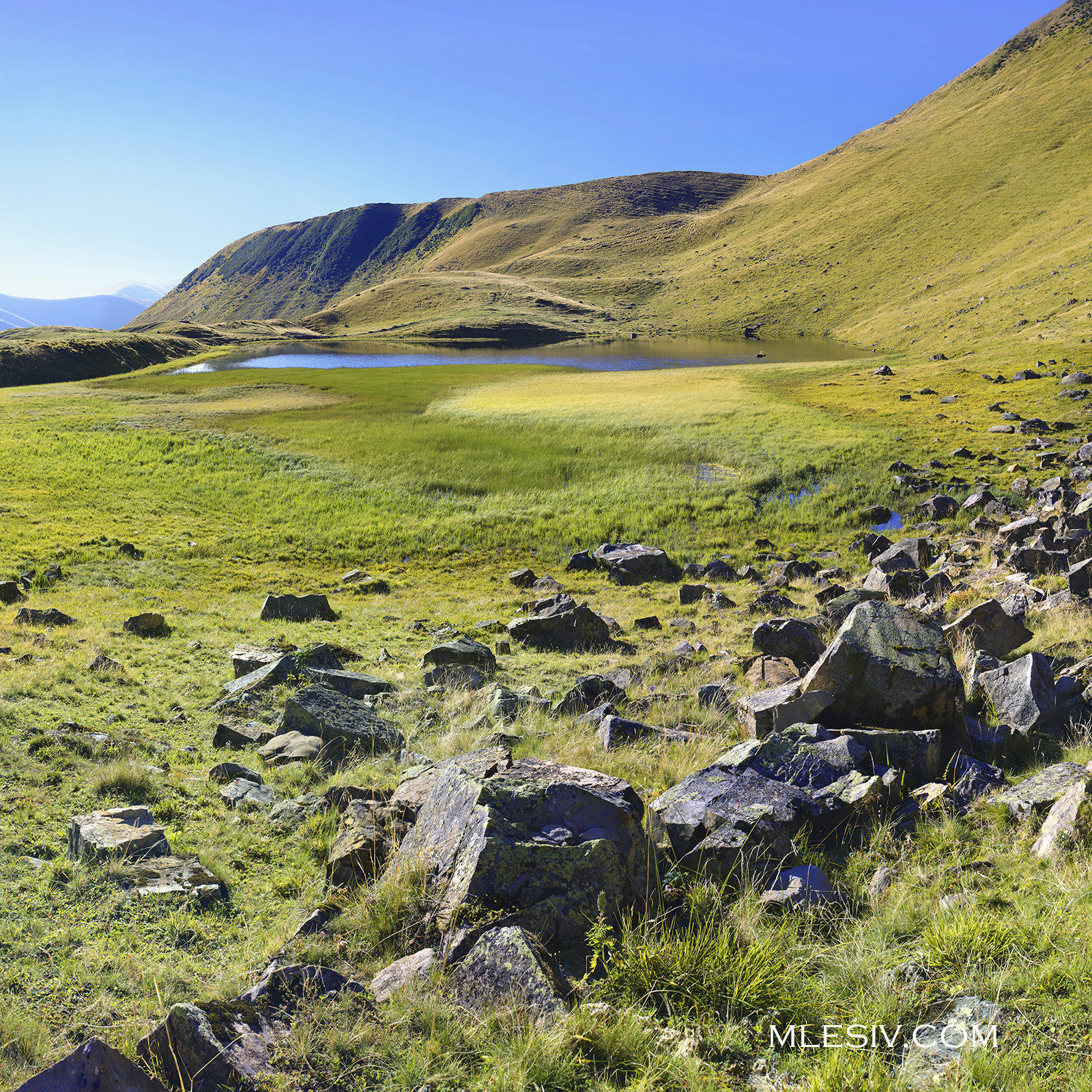
Кам'яні осипища біля північно-західного краю озера
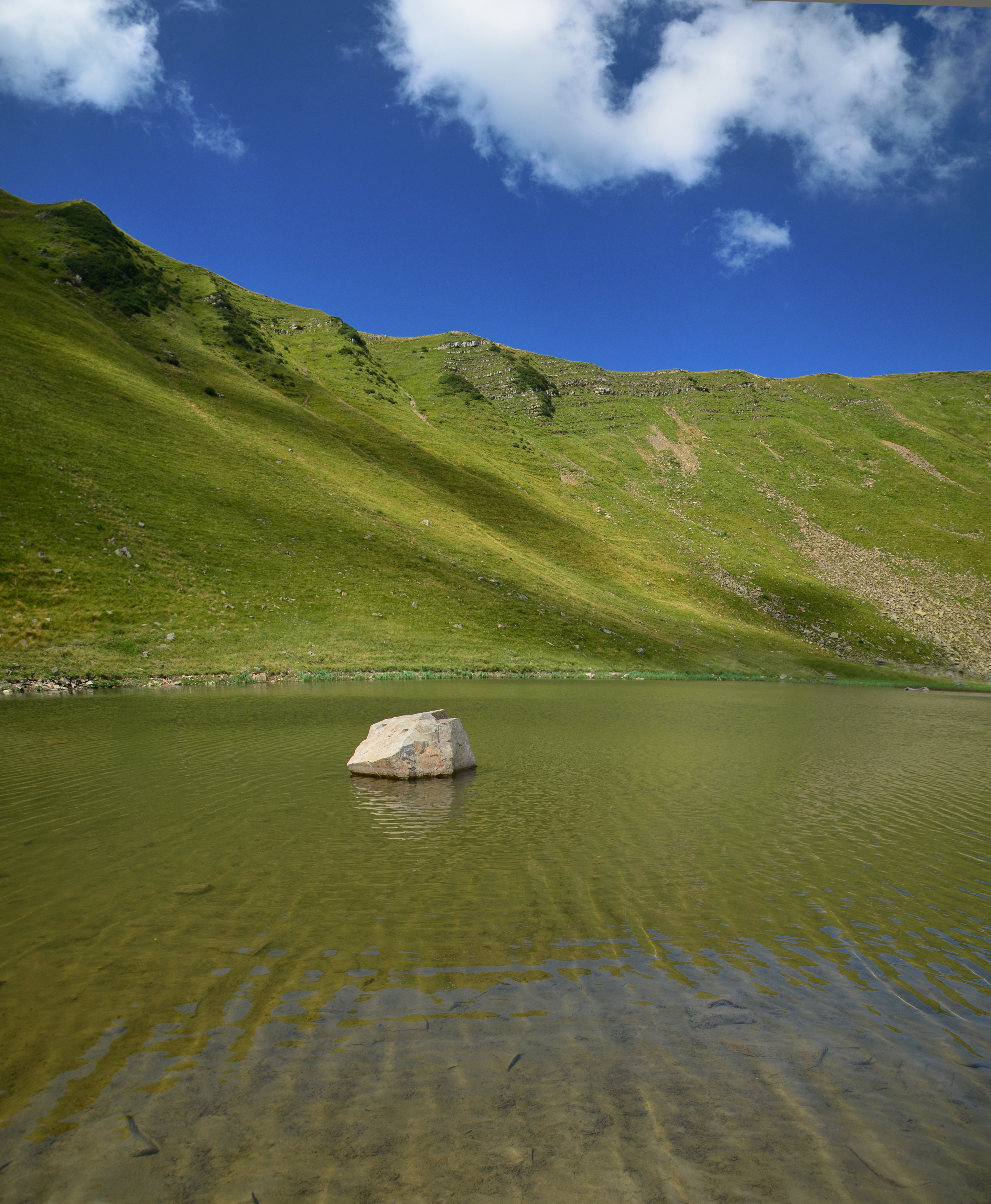
Попереду стіни льодовикового кару
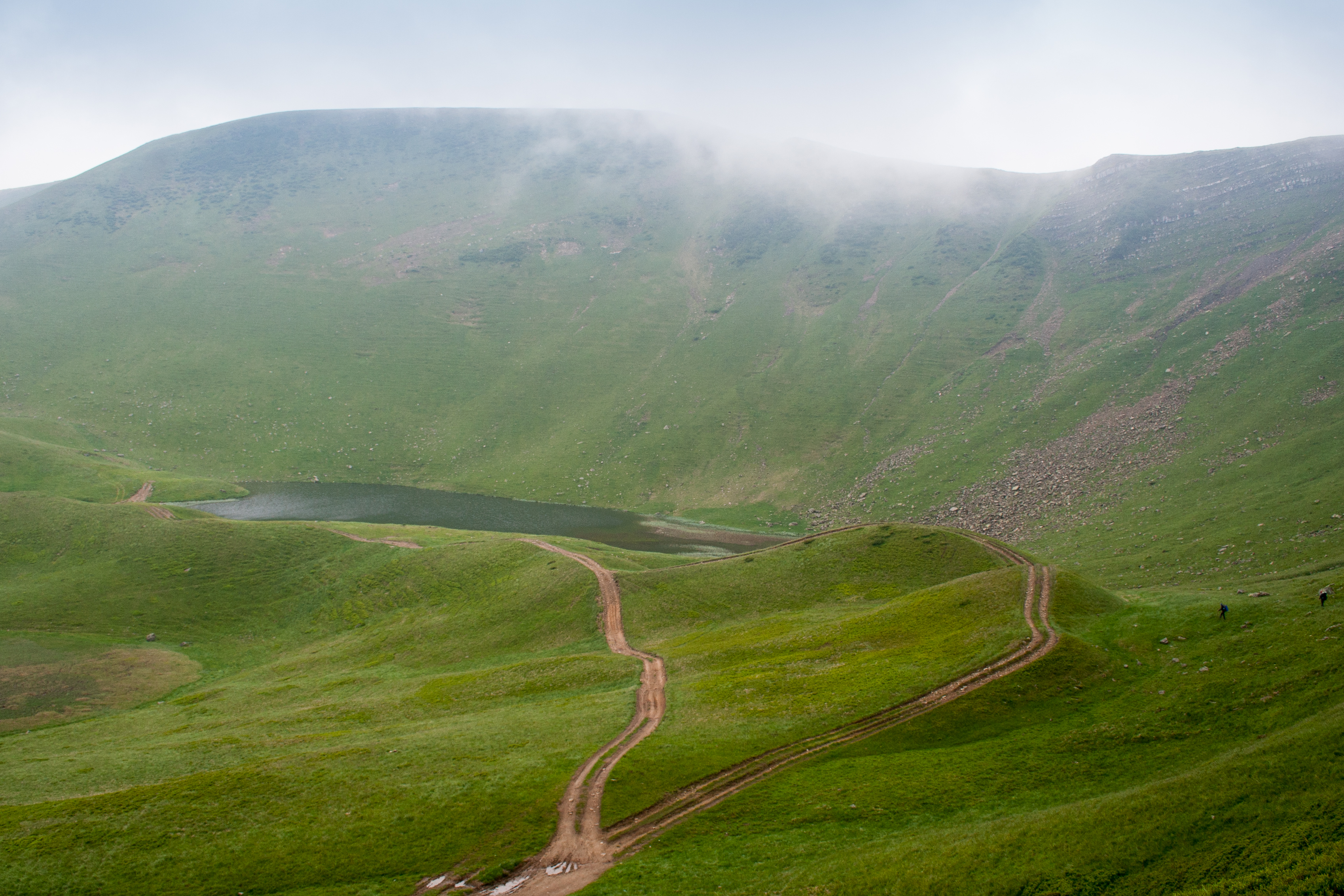
Дорога до озера з долини річки Косівська
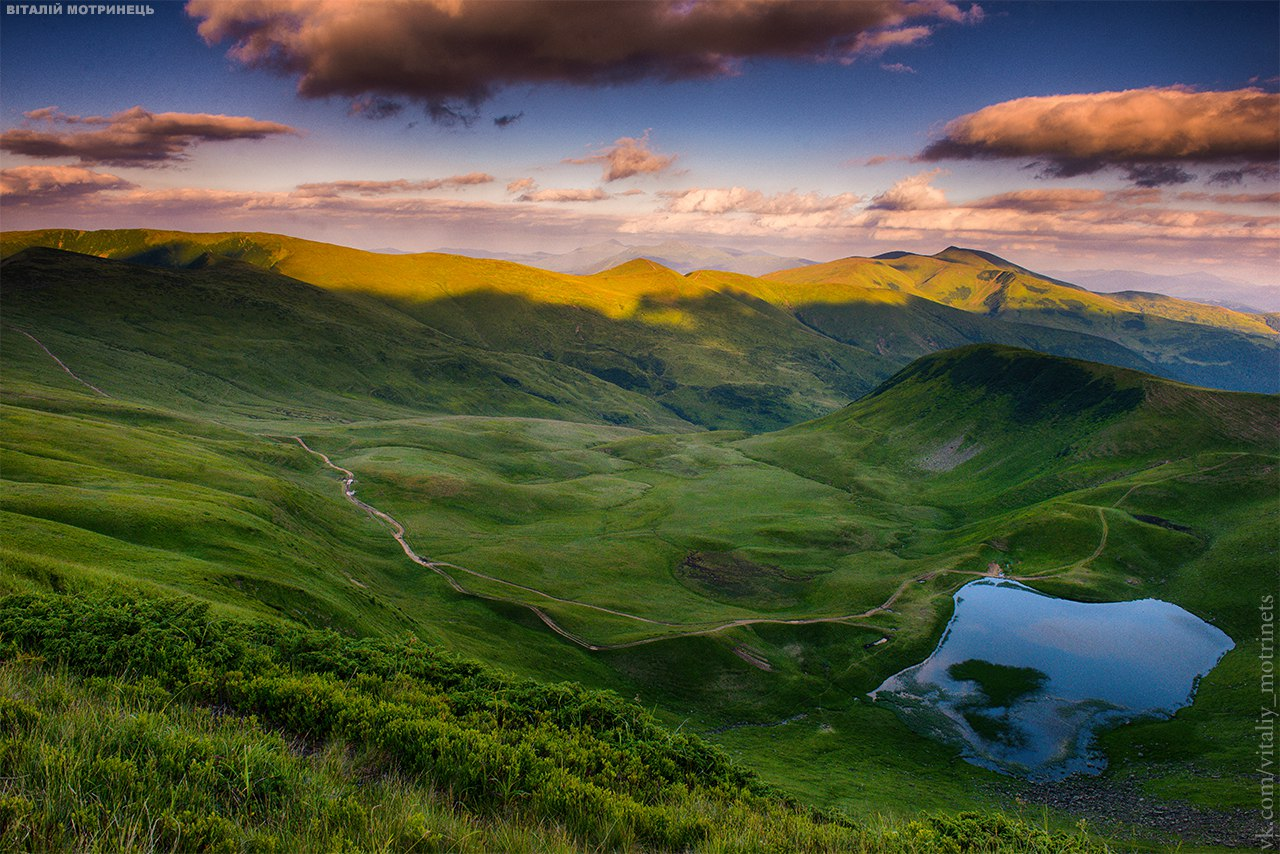
Вигляд на озеро з головного хребта Свидовецького масиву